# Dương Đình Nghệ
Dương Đình Nghệ, mort en 937, est le gouverneur d'Annam (nord de l'actuel Viêt Nam, à l'époque province à l’extrême sud de la Chine) de 931 à 937.

## Biographie
Général du gouverneur Khúc Hạo qui a maintenu jusqu'à sa mort en 917 une relative indépendance de la province d'Annam vis-à-vis de la dynastie Tang, Dương Đình Nghệ s'oppose en 931 au retour des Han du Sud, qui ont vaincu en 930 l'armée de Khúc Thừa Mỹ, le fils de Khúc Hạo.
Il devient gouverneur d'Annam et dirige la province durant cette première période d'indépendance de fait.
Il meurt en 937, assassiné par son général Kiều Công Tiễn qui sera ensuite vaincu par son gendre Ngô Quyền, lequel continuera de défendre l'indépendance vietnamienne.